# Isla Mágica
Isla Mágica – park rozrywki otwarty w 28 czerwca 1997 roku w Sewilli w Hiszpanii, na terenie po wystawie Expo '92.

## Atrakcje

### Kolejki górskie

#### Czynne
W 2024 roku w parku znajdowały się 2 czynne kolejki górskie:
| # | Nazwa          | Producent | Data otwarcia   | Typ               | Wysokość [m] | Prędkość [km/h] | Źródło |
| - | -------------- | --------- | --------------- | ----------------- | ------------ | --------------- | ------ |
| 1 | Jaguar         | Vekoma    | 28 czerwca 1997 | stalowa odwrócona | 33,3         | 80              | [ 3 ]  |
| 2 | Tren de Potosí | C&S       | 1997            | stalowa rodzinna  | ?            | ?               | [ 4 ]  |

#### W budowie
W 2024 roku park prowadził budowę 1 nowej kolejki górskiej:
| # | Nazwa          | Producent | Data otwarcia | Typ                | Wysokość [m] | Prędkość [km/h] | Źródło |
| - | -------------- | --------- | ------------- | ------------------ | ------------ | --------------- | ------ |
| 1 | Wooden Coaster | ?         | 2025          | drewniana rodzinna | 25           | 68              | [ 6 ]  |